# Mexicos Føderale Distrikt
Mexicos Føderale Distrikt eller Distrito Federal ("DF") er et område i landet Mexico, som ikke er del af nogen af de mexicanske stater, men administreres af Mexicos føderale regering. Hovedparten af Mexico City ligger inden for det føderale distrikt.
Delstaten Mexico grænser op til DF på tre sider, samt mod delstaten Morelos i det mere landlige og bjergrige syd. Det pæreformede føderale distrikt dækker et landareal på 1.479 km², med et indbyggertal på 8.591.000 ifølge folketællingen i år 2000. Det er den almindelige opfattelse, at der bor mellem 20 og 22 millioner mennesker i og omkring Mexico City.
Af administrative årsager er DF opdelt i 16 delegaciones (kvarterer): Álvaro Obregón, Azcatpoktzalco, Benito Juárez, Coyoacán, Cuajimalpa, Cuauhtémoc, Gustavo A. Madero, Iztacalco, Iztapalapa, Magdalena Contreras, Miguel Hidalgo, Milpa Alta, Tláhuac, Tlalpan, Venustiano Carranza og Xochimilco.
ISO 3166-2-koden er MX-DF.